# Луччана
Луччана (фр. Lucciana, корс. Lucciana) — коммуна во Франции, находится в регионе Корсика. Департамент коммуны — Верхняя Корсика. Входит в состав кантона Борго. Округ коммуны — Бастия.
Код INSEE коммуны — 2B148.

## Население
Население коммуны на 2008 год составляло 4109 человек.
| 1962 | 1968 | 1975 | 1982 | 1990 | 1999 | 2008 |
| ---- | ---- | ---- | ---- | ---- | ---- | ---- |
| 799  | 1653 | 2507 | 2692 | 3217 | 3794 | 4109 |

## Экономика
В 2007 году среди 2735 человек в трудоспособном возрасте (15—64 лет) 1820 были экономически активными, 915 — неактивными (показатель активности — 66,5 %, в 1999 году было 59,1 %). Из 1820 активных работали 1627 человек (942 мужчины и 685 женщин), безработных было 193 (77 мужчин и 116 женщин). Среди 915 неактивных 229 человек были учащимися или студентами, 203 — пенсионерами, 483 были неактивными по другим причинам.

## Фотогалерея

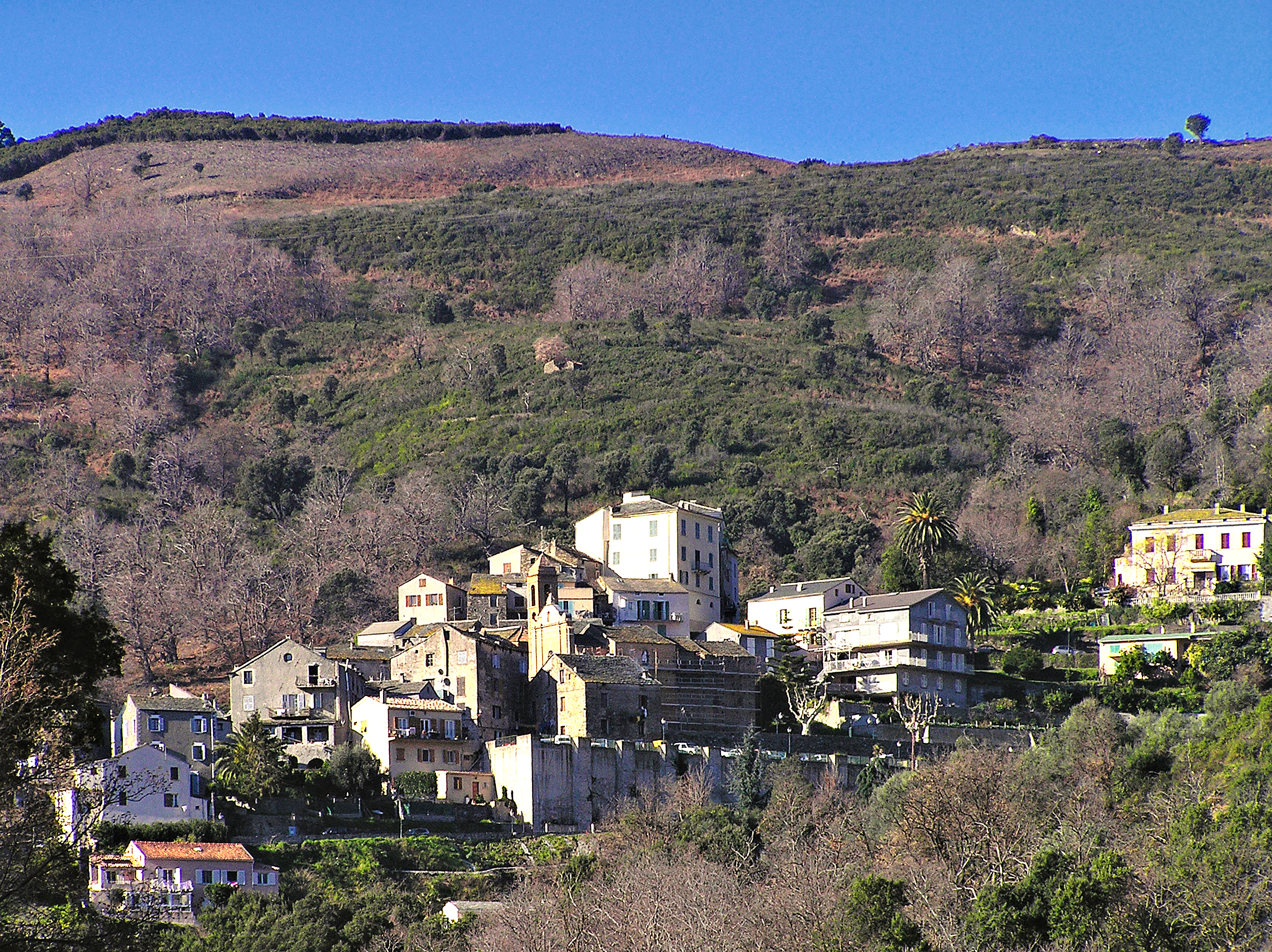
Луччана
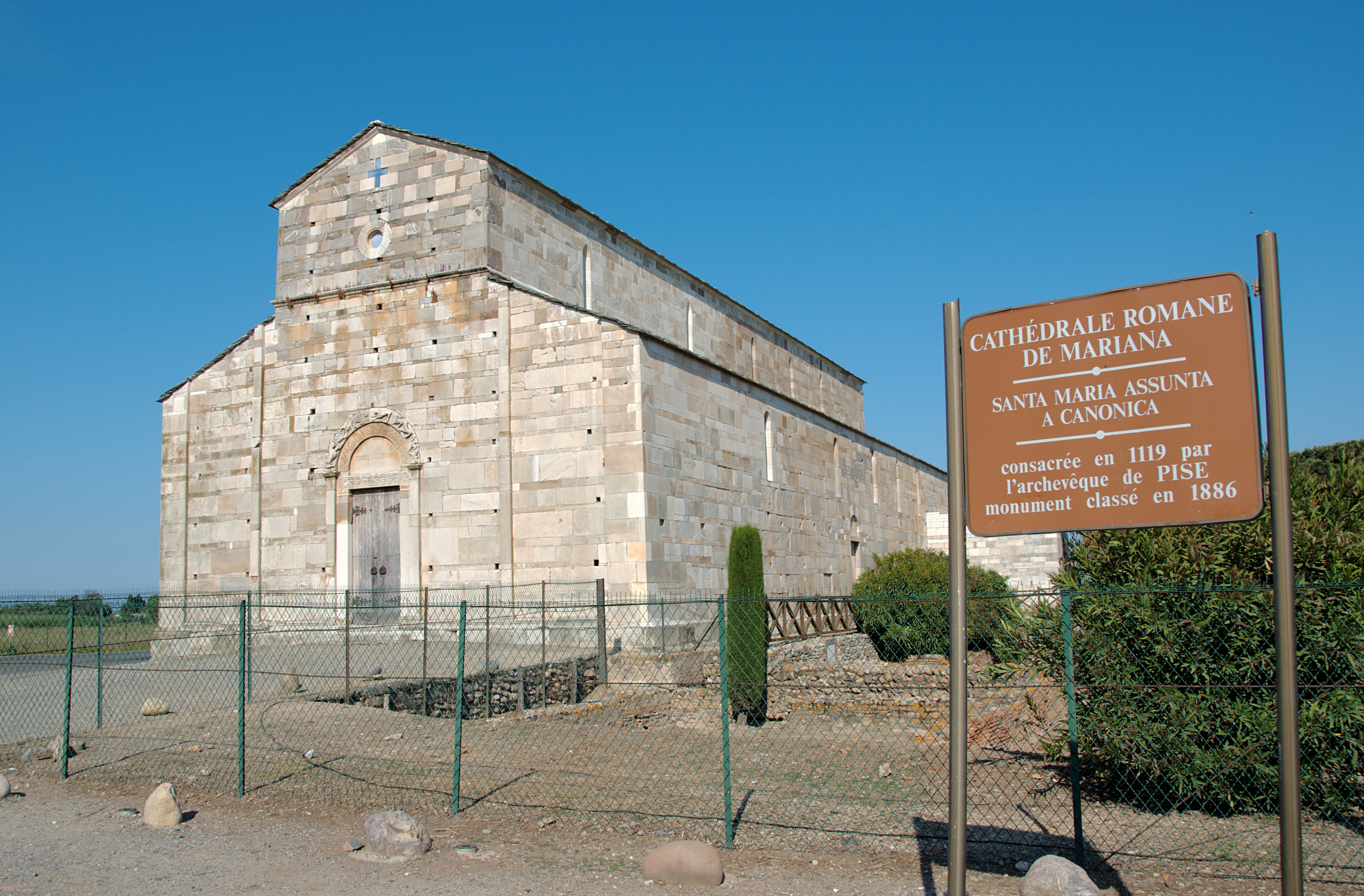
Церковь Санта-Мария Ассунта
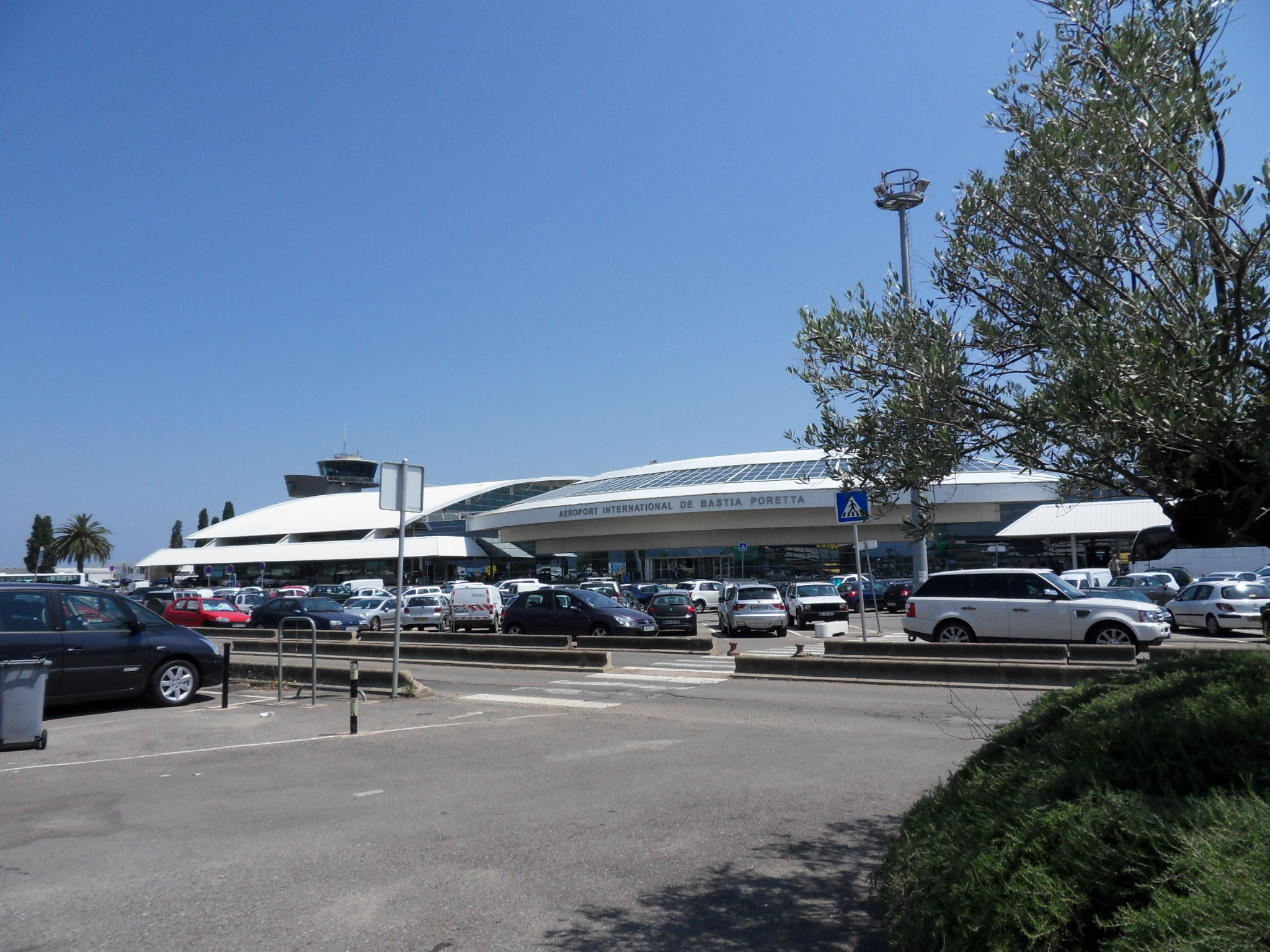
Аэропорт Бастия-Поретта